# Lyprauta inops
Lyprauta inops är en tvåvingeart som först beskrevs av Daniel William Coquillett 1901.  Lyprauta inops ingår i släktet Lyprauta och familjen platthornsmyggor. Inga underarter finns listade i Catalogue of Life.